# Antiochide
Antiochide (in greco antico: Ἀντιοχίς?, Antiochís) era la decima delle dieci tribù di Atene istituite dalla riforma di Clistene, avente come eroe eponimo Antioco, figlio di Eracle.

## Demi
La tribù Antiochide comprendeva, come le altre, una trittia della Mesogea, una della Paralia e una dell'asty, alle quali inizialmente appartenevano 6, 6 e 1 demi, aventi rispettivamente 13, 27 e 10 buleuti, per un totale di 13 demi e 50 buleuti.
I demi calarono a 10 nel 307 a.C. e a 9 nel 224 a.C., risalirono a 11 per qualche mese nel 201 a.C., scendendo subito dopo a 10, e infine divennero 9 nel 126. Questo è l'elenco:

### Trittia della Mesogea
- Eitea
- Ereade
- Colone (dal 307 a.C. Antigonide, dal 224 a.C. Tolemaide)
- Crioa
- Pallene
- Semachide

### Trittia della Paralia
- Egilia (dal 224 a.C. Tolemaide)
- Anfitrope
- Anaflisto
- Atene (dal 307 a.C. Demetriade, nel 201 a.C. qualche mese nell'Antiochide, dal 201 a.C. Attalide)
- Besa (dal 126 Adrianide)
- Tore (dal 307 a.C. Demetriade)

### Trittia dell'asty
- Alopece